# Große Mauer aus dem Staat Wei (Huayin)
Die Große Mauer aus dem Staat Wei (Huayin) in der chinesischen Provinz Shaanxi ist ein Teil der Großen Mauer von Wei (Wei changcheng 魏长城). Die Stätte der Großen Mauer aus dem Staat Wei (Wei changcheng yizhi 魏长城遗址) steht seit 1996 auf der Liste der Denkmäler der Volksrepublik China (4-32). Sie verläuft auf dem Gebiet von Huayin 华阴市, Dali 大荔县 und Hancheng 韩城市 in Shaanxi. Die Mauer bildete die Grenze zwischen den alten Staaten  Wei und Qin während der Zeit der Streitenden Reiche.